# Isabela Despenserová
Isabela Despenserová (26. července 1400 – 27. prosince 1439) byla pohrobkem a nakonec jedinou dědičkou Tomáše Despensera, 1. hraběte z Gloucesteru a jeho manželky, Konstancie z Yorku. Narodila se šest měsíců po smrti svého otce, který byl popraven za spiknutí proti králi Jindřichovi IV.

## Manželství a potomstvo
Isabela se dvakrát vdala. Oba její manželé byli vnuci Tomáše Beauchampa, 11. hraběte z Warwicku.
Poprvé se provdala Richarda Beauchampa, 1. hraběte z Worcesteru (1394–1422), který zemřel v bitvě u Meaux. Měli spolu jednu dceru:
- Alžběta Beauchampová (16. září 1415 – 18. června 1448), lady z Bergavenny, ⚭ 1424 Edward Neville (?–1476), 3. baron z Bergavenny

Podruhé se Isabela provdala za Richard Beauchampa, 13. hraběte z Warwicku (1382–1439), který byl bratrancem jejího prvního manžela. Měli spolu dvě děti:
- Jindřich Beauchamp (22. března 1425 – 11. června 1446), 14. hrabě a 1. vévoda z Warwicku, ⚭ 1434 Cecílie Nevillová (1425-1450)
- Anna Beauchampová (13. července 1426 – 20. září 1492), Richard Neville (22. listopadu 1428 – 14. dubna 1471), 16. hrabě z Warwicku